# 北茨城インターチェンジ
北茨城インターチェンジ（きたいばらきインターチェンジ）は、茨城県北茨城市磯原町豊田にある、常磐自動車道のインターチェンジ。北茨城市の中心部に位置し、北茨城市街地方面への最寄りとなるインターチェンジ。茨城県内の常磐自動車道のICでは、最北端に位置する。
なお、本稿では隣接する高速バスの停留所である北茨城インター高速バス停留所についても記述する。

## 歴史
- 1988年（昭和63年）3月24日：日立北IC - いわき中央IC間開通に伴い、供用開始[1][2]。

## 周辺
- 五浦温泉
- 磯原温泉
- 磯原海水浴場
- 野口雨情生家
- 北茨城市役所
- 磯原駅（JR東日本・常磐線）
- 花園渓谷

## 道路
- E6 常磐自動車道（14番）

## 接続する道路
- 直接接続
  - 茨城県道69号北茨城インター線
- 間接接続
  - 茨城県道22号北茨城大子線

## 料金所
- ブース数：4

### 入口
- ブース数：2　
  - ETC専用：1　
  - 一般：1

### 出口
- ブース数：2　
  - ETC専用：1　
  - 一般：1

## 北茨城インター高速バス停留所
管理は新常磐交通。なお、茨城交通との共同停留所。

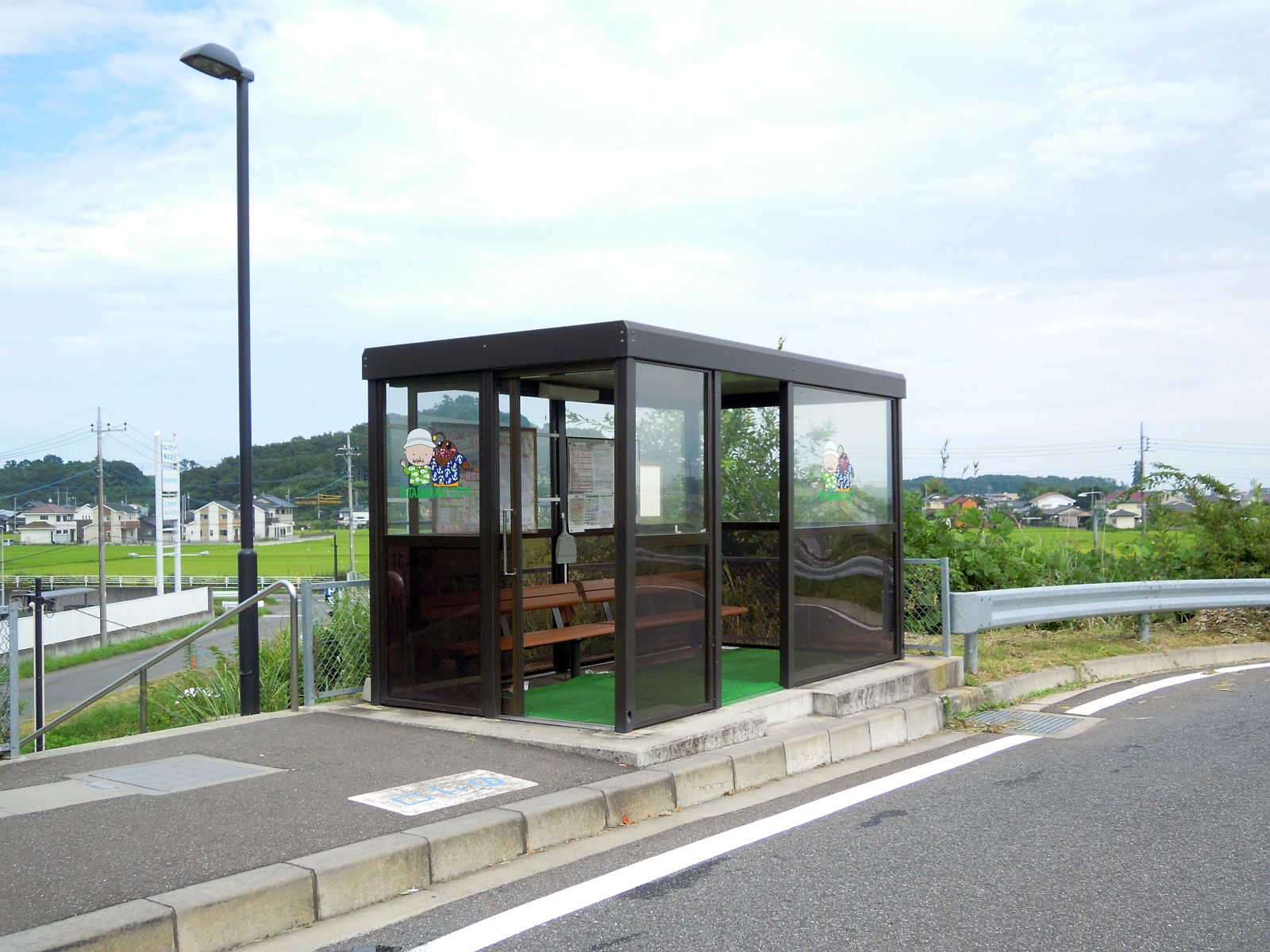
北茨城インターバス停の待合室。階段下にバス利用者用駐車場がある

- いわき号 いわき・東京線（いわき駅・北茨城IC - 東京駅）（ジェイアールバス関東・東武バスセントラル・新常磐交通）（下り全便と上り一部便のみ）
  - いわき駅 - （中略） - いわき勿来インター - 北茨城インター - 綾瀬駅（上りのみ） - 浅草駅（上りのみ） - 東京駅
- いわき・日立 - 東京ディズニーリゾート線（いわき駅・北茨城IC - 東京ディズニーリゾート）（京成トランジットバス・茨城交通・新常磐交通）
  - いわき駅 - （中略） - いわき勿来インター - 北茨城インター - （経由便は日立市役所） - 東京ディズニーシー - 東京ディズニーランド

## 隣
E6 常磐自動車道
(13)高萩IC - 中郷SA - (14)北茨城IC - 関本PA - (15)いわき勿来IC